# Orange (Nou Hampshire)
Orange és una població dels Estats Units a l'estat de Nou Hampshire. Segons el cens del 2000 tenia 299 habitants.

## Demografia
Segons el cens del 2000, Orange tenia 299 habitants, 111 habitatges, i 85 famílies. La densitat de població era de 5 habitants per km².
Dels 111 habitatges en un 33,3% hi vivien nens de menys de 18 anys, en un 59,5% hi vivien parelles casades, en un 8,1% dones solteres, i en un 23,4% no eren unitats familiars. En el 15,3% dels habitatges hi vivien persones soles el 4,5% de les quals corresponia a persones de 65 anys o més que vivien soles. El nombre mitjà de persones vivint en cada habitatge era de 2,69 i el nombre mitjà de persones que vivien en cada família era de 2,98.
Per edats la població es repartia de la següent manera: un 25,1% tenia menys de 18 anys, un 5% entre 18 i 24, un 35,5% entre 25 i 44, un 25,1% de 45 a 60 i un 9,4% 65 anys o més.
L'edat mediana era de 38 anys. Per cada 100 dones de 18 o més anys hi havia 103,6 homes.
La renda mediana per habitatge era de 41.250$ i la renda mediana per família de 40.625$. Els homes tenien una renda mediana de 34.750$ mentre que les dones 25.938$. La renda per capita de la població era de 17.456$. Entorn del 6,3% de les famílies i el 6,6% de la població estaven per davall del llindar de pobresa.